# Siluria
Siluria est anciennement une ville, devenue une banlieue d'Alabaster dans le comté de Shelby en Alabama.
Elle a été incorporée en 1954, puis finalement annexé par Alabaster en mai 1971.